# Safavidi
I Safavidi sono stati una dinastia-confraternita mistica di lingua e cultura turca. Originari dell'Azerbaigian persiano, governarono la Persia tra il 1501 e il 1736. 
L'Iran Safavida o la Persia Safavida, chiamato anche impero Safavida, fu uno dei più grandi e longevi imperi dopo la conquista Musulmana nel VII secolo. Questo impero è stato governato dalla dinastia Safavida (Safavid) dal 1501 al 1736, è spesso considerato il punto d'inizio dell'età moderna dell'Iran. 
Imposero con la forza lo sciismo quale religione di Stato, e unificarono le province sotto un forte potere centrale grazie alle specificità religiose assunte e all'uso sempre più pervasivo della loro lingua nazionale (adattata all'alfabeto arabo già in età samanide). Possono essere considerati i creatori del moderno Iran, nel senso che gli storici occidentali danno storiograficamente al termine "moderno".

## Storia

### Origini

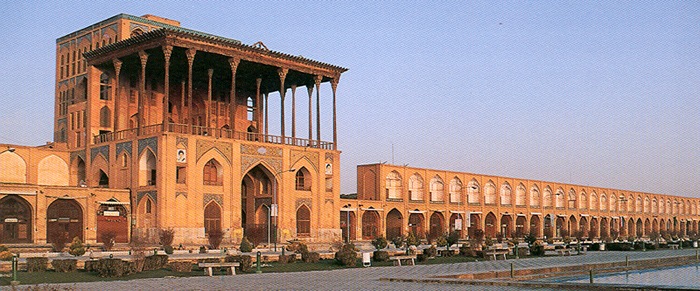
Il palazzo Ali Qapu, palazzo reale dei Safavidi a Esfahan, Iran.

Lo sceicco Safi al-Din Ardabili (1252-1334), fu il capo di una confraternita mistica sunnita (ṭarīqa) che dal suo nome si chiamò Safaviyya e che aveva base ad Ardabil, nell'odierno Azerbaigian persiano. Per conquistarsi le simpatie dei numerosi sciiti della città i suoi discendenti sfruttarono la leggenda della sua discendenza da ʿAlī ibn ʾAbī Ṭālib e da sua moglie Fāṭima, figlia del profeta Maometto. Lo sceicco Junayd, capo della confraternita dal 1447 al 1456, fu costretto ad abbandonare Ardabil, feudo dei Safavidi, e a peregrinare tra Siria e Anatolia, dove organizzò militarmente la sua comunità e si fece chiamare "dio" dai suoi seguaci. Organizzò una spedizione contro gli "infedeli" del Caucaso, ma fu sconfitto e ucciso. Suo figlio lo sceicco Haydar, i cui seguaci avevano adottato un turbante rosso a dodici spicchi (a ricordare i dodici imam sciiti) che guadagnò loro il nome di Kizil Baş ("teste rosse", o "berretti rossi"), volendo vendicare il padre ritentò l'impresa tornando vittorioso e carico di bottino. Fu successivamente ucciso in battaglia (1488), e così pure suo figlio (1494).

### Unificazione dell'Iran
All'inizio del XVI secolo l'Iran non era uno Stato unitario, ma era diviso in un gran numero di emirati e khanati, i più importanti dei quali erano gli Stati timuride a est e Aq Qoyunlū a ovest.

Nel 1499 l'appena quindicenne Ismāʿīl, che si diceva discendente di Ṣafī al-Dīn, riuscì a ottenere l'appoggio delle tribù nomadi turche dell'Azerbaigian e a sconfiggere i signori degli Aq Qoyunlū di Tabrīz e di Ḥamadān nel 1501, inaugurando la sua dinastia. Per legittimarsi ulteriormente come scià, Shāh Ismāʿīl I reclamò una sua discendenza dalla dinastia sasanide.

Negli anni successivi le "teste rosse" conquistarono Semnan, Shiraz, e Yazd ed entro il 1509 tutte le dinastie dell'Iran occidentale si sottomisero a Shāh Ismāʿīl I. Nel 1510 Ismāʿīl affrontò a Merv gli Uzbeki, che erano subentrati ai Timuridi in Asia centrale, e li sconfisse nettamente, sicché anche il Khorāsān cadde in mano safavide. I suoi tentativi di ulteriori conquiste in Asia centrale però incontrarono la forte resistenza degli Uzbeki che originava da motivi religiosi, essendo gli Uzbeki sunniti come anche i nemici occidentali dei Safavidi, gli Ottomani, sebbene le tre dinastie fossero tutte di stirpe turca.

Proprio le buone relazioni dei Safavidi con le tribù sciite dell'Asia Minore allarmarono il sultano ottomano Selīm I Yavuz che, paventando pericolose rivolte interne, fece massacrare ben quarantamila sciiti. Subito dopo, l'esercito del sultano invase la Persia e inflisse una cocente sconfitta ai Safavidi a Čaldiran il 23 agosto 1514, che consentì a Selīm di occupare Tabriz capitale dello scià safavide. Per questioni di politica interna, tuttavia, il sultano fece presto ritorno in patria, lasciando che i Safavidi occupassero nuovamente l'Azerbaigian meridionale e l'Iraq, e annettessero la Georgia orientale.

### Lo sciismo diventa religione di Stato
Ismāʿīl I impose con un decreto, sotto pena di morte, la conversione della popolazione persiana sunnita allo sciismo. Tale decreto portò a una diffusione superficiale dello sciismo, che divenne tuttavia profonda e radicata nel corso dei secoli successivi. Per la prima volta nella storia islamica, lo sciismo si organizza in Stato rompendo l'unità politica del mondo musulmano. L'Iran diviene una teocrazia con lo scià come capo politico e religioso, e i qızılbaş quale aristocrazia ed estensione del potere centrale.
Morto Ismāʿīl I (1524), seguì un periodo di confusione con il figlio Shāh Ṭahmāsp I (1524-1576) sul trono. Le "teste rosse", designatori di fatto dei successori dello scià, cominciarono ad acquistare sempre più potere e giunsero a ribellarsi al sovrano, che fu costretto a disperdere alcune tribù. La guerra sui due fronti intanto proseguiva, e gli Ottomani e gli Uzbeki strappavano continuamente territori allo scià, che perse di nuovo la capitale Tabrīz ad opera dei Turchi e fu costretto a spostarla a Qazvin. In compenso guadagnò Kandahar per l'aiuto fornito all'imperatore moghul Ḥumāyūn quando questi era stato detronizzato.

La situazione peggiorò ancora sotto Shāh Ismāʿīl II, che cercò senza riuscirvi di ritornare al sunnismo, mentre le rivalità tra le "teste rosse" sfociavano in guerra civile.
La Persia safavide fu alleata della Spagna durante il regno di Carlo V, in quanto la Francia (nemica della Spagna) sosteneva gli Ottomani, nemici mortali dei Safavidi.

Allacciò nel 1561 rapporti commerciali con l'Inghilterra.

### Shah ʿAbbās I il Grande
Dopo la forzata abdicazione di Shah Muhammad Khudabanda, suo figlio ʿAbbās I, sopravvissuto alle congiure dei qızılbaş, si fece riconoscere scià da alcuni capi delle "teste rosse o berretti rossi" nel 1581 a dieci anni, e nel 1587 fece accecare e imprigionare due suoi fratelli e si insediò sul trono. Il regno di Shāh ʿAbbās I, detto il Grande (1587-1629), è stato giudicato il più glorioso di tutta la Persia moderna. Alternando l'uso della forza e della diplomazia, egli riuscì a ricompattare il Paese dilaniato dalle lotte intestine, e a salvaguardarlo dai nemici esterni ottomani e uzbeki.
Consapevole della debolezza del sistema "pretoriano" delle "teste rosse", Shāh ʿAbbās I costituì un corpo che lo rendesse indipendente dai loro abusi, i ghulam. Reclutati, a imitazione dei giannizzeri ottomani, tra i giovani cristiani armeni e georgiani convertiti all'Islam, i ghulām erano cavalieri e tiratori scelti armati di moschetto invece che di lancia. A questi si aggiunsero un corpo di fanti reclutati tra i contadini iraniani e una guardia personale turca, gli shah-seven ("coloro che adorano lo scià"), che gli era particolarmente fedele ritenendolo un'incarnazione divina. Tutte queste truppe ricevevano la paga direttamente dal tesoro dello scià e non avevano legami tribali di fedeltà. Anche l'esercito, con l'aiuto del generale inglese Robert Sherley, fu profondamente riformato secondo i sistemi europei, attraverso il massiccio ricorso alla polvere da sparo e a pezzi d'artiglieria di buona fattura.
Con le nuove forze a disposizione, Shāh ʿAbbās I ricacciò indietro gli Uzbeki dal Khorasan e rese più salda la propria autorità su Herat e Kandahar. Si volse quindi a ovest e riuscì a riconquistare l'Iraq e la Mesopotamia a spese dei Turchi, che vi rinunciarono con due trattati del 1612 e del 1618. Cacciò quindi i portoghesi da Bahrain (1602) e Hormuz (1622), con il supporto della marina inglese.
La scoperta della rotta navale attorno all'Africa, consentì alla Persia e all'Europa di entrare in contatto senza la mediazione della Turchia, tradizionale nemico comune. Il commercio, in particolare quello della seta, si spostò così verso il Mar Caspio, contribuendo notevolmente alla formazione di un forte Stato persiano, grazie anche agli accordi con la Compagnia Britannica delle Indie Orientali e la Compagnia Olandese delle Indie Orientali.
Lo splendore della corte del "Gran Sophi", come era chiamato in Europa il sovrano safavide, divenne proverbiale. Affluirono verso la nuova capitale safavide Iṣfahān mercanti, diplomatici e missionari. Eṣfahān fu abbellita da magnifici edifici costruiti secondo un avanzato piano regolatore, di cui restano notevoli testimonianze. Anche la rete stradale del regno fu notevolmente sviluppata e migliorata.
Il carattere di Shāh ʿAbbās I non era però incline alla pietà. Aveva fatto accecare due fratelli per avere via libera al trono e la sua paura per complotti ai suoi danni non risparmiò neanche il figlio maggiore Ṣafī, che fece uccidere a sangue freddo. Spaventato, poi, dagli astrologi che prevedevano l'assassinio del re di Persia nell'anno 1000 dell'Egira (1591-1592) abdicò temporaneamente, mise sul trono Yūsuf che fece assassinare, e si riprese quindi la corona.

### Decadenza
Con la morte di Shāh ʿAbbās I nel 1628 finirono i giorni gloriosi della dinastia.
A occidente continuava la guerra coi Turchi: i Safavidi e gli Ottomani combatterono a lungo per il possesso delle fertili pianure irachene, finché fu stipulato un trattato per definire un confine tra Turchia e Iran nel 1639, confine che ancora oggi è quello che divide i due Stati. Il lungo e aspro conflitto, però, scavò un solco profondo tra le comunità sciite e sunnite dell'Iraq, e anch'esso resiste ancora. A oriente gli Uzbeki dovettero affrontare la nuova minaccia dei Calmucchi e alleggerirono la pressione sulla Persia, mentre iniziavano movimenti tra le tribù afghane. All'interno, il potere dei "turbanti rossi" era stato azzerato e anche il loro numero era stato notevolmente diminuito, mentre lo Stato diventava sempre più unito.
I sintomi della decadenza, già presenti durante il regno di Shāh ʿAbbās II, divennero palesi con l'ultimo effettivo scià safavide Sulṭān Ḥusayn. Allevato nell'harem, trascorreva tutto il suo tempo con cortigiani, teologi e astrologi, trascurando gli affari di Stato, mentre alle frontiere orientali gli afghani catturavano Herāt e Qandahār. Nel 1720 l'afghano Maḥmūd marciò su Kermān e la conquistò, ponendo quindi l'assedio a Iṣfahān nel 1722. Il 23 ottobre 1722, dopo sette mesi di assedio, Eṣfahān si arrese e Sulṭān Ḥusayn fu detronizzato. I suoi successori, sebbene conservassero il titolo di scià, non furono che fantocci, mentre il potere era nelle mani degli Afsharidi e degli Zand.

## Economia, arte e cultura

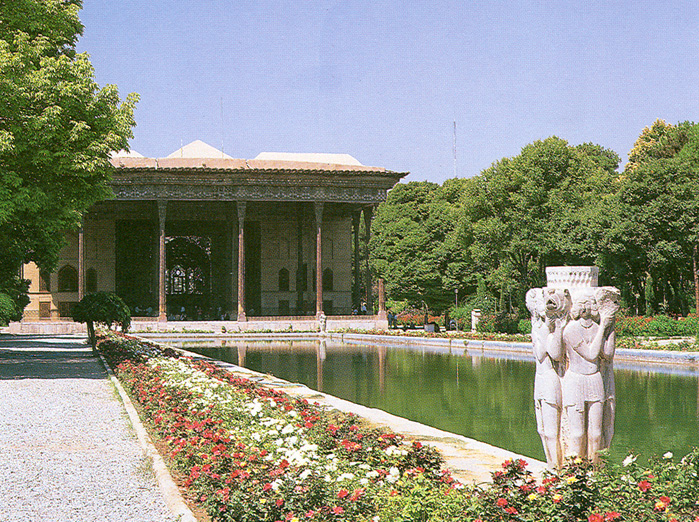
Palazzo Chehel Sotoun, Esfahan, Iran.

Una delle caratteristiche del regno di Shāh ʿAbbās I fu la tendenza a favorire le forze produttive persiane a scapito delle province conquistate. I popoli assoggettati si vedevano richiedere somme esorbitanti come tributo, mentre la pressione fiscale sulla popolazione persiana veniva alleggerita.
Per spostare il commercio verso Iṣfahān, Shāh ʿAbbās I volle trasferirvi 13.000 famiglie della città armena di Julfa, importante centro del commercio della seta, e sebbene ne giungessero a destinazione solo 3.000 la seta divenne la principale voce delle esportazioni persiane. Altri trasferimenti di massa furono decisi per ripopolare le zone più depresse dell'Iran. Shāh ʿAbbās I favorì anche l'artigianato, comprendendone l'importanza commerciale. Oltre a vasellame e prodotti tessili, in questo periodo acquistò grande importanza la fabbricazione di tappeti, che continua ancora oggi ad essere una voce importante tra le esportazioni iraniane.
Molto incoraggiate furono anche le arti della miniatura, della calligrafia e della pittura parietale, quest'ultima influenzata dalla pittura contemporanea europea. Nei palazzi venivano dipinte scene di battaglia, paesaggi, scene erotiche e pastorali. La figura principale della miniatura safavide fu Reza Abbasi, dopo la cui morte incominciò un periodo di decadenza della pittura persiana.
L'epoca safavide è povera per quanto riguarda la letteratura. I Safavidi incoraggiarono i poeti a scrivere soprattutto lamentazioni per i martiri e poesie religiose. Molto fiorente fu la poesia religiosa popolare.
L'architettura safavide ci ha lasciato notevoli testimonianze nella capitale Iṣfahān: la moschea dello scià, Masjid-e Shāh, completata nel 1630, la piccola ma elegante moschea di Shaykh Luṭfullāh, e il palazzo reale a sei piani di Ali Qapu.

## Serie degli Shāh safavidi

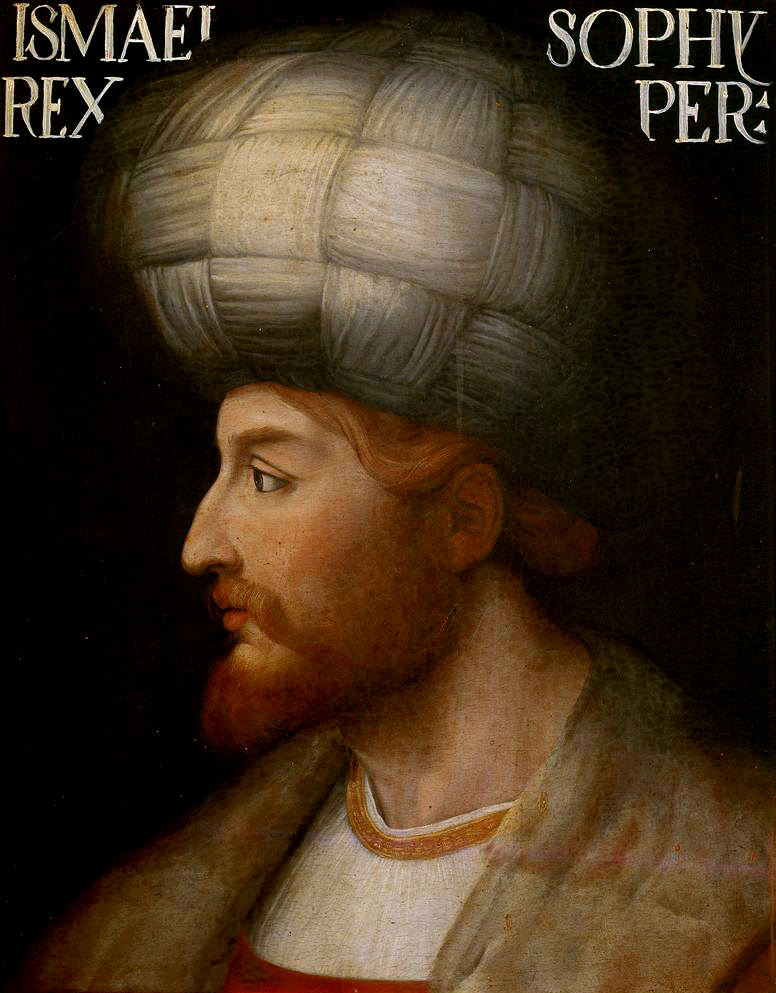
Shāh Ismāīl I, il fondatore dello Stato safavide.

- Shāh Ismāʿīl I 1501–1524
- Shāh Ṭahmāsp I 1524–1576
- Shāh Ismāʿīl II 1576–1578
- Shāh Muḥammad Khudābanda 1578–1587
- Shāh ʿAbbās I 1587–1629
- Shāh Ṣafī 1629–1642
- Shāh ʿAbbās II 1642–1666
- Shāh Sulaymān I 1666–1694
- Shāh Sulṭān Ḥusayn 1694–1722
- Shāh Ṭahmāsp II 1722–1732
- Shāh ʿAbbās III 1732–1736
- Shāh Sulaymān II 1749–1750
- Shāh Ismāʿīl III 1750–1760